# Stechlinmeer
Het Stechlinmeer (Duits: Großer Stechlinsee) is een meer in Landkreis Oberhavel in de deelstaat Brandenburg, Duitsland. Het meer is gelegen op 60 meter hoogte en heeft een oppervlakte van 4,52 km².
Het Stechlinmeer heeft een grootste diepte van 69,5 meter, wat ervoor zorgt dat het het diepste meer in de staat Brandenburg is. Het is ook een helder meer, met een zichtbaarheid tot 11 meter (gemiddeld 6 meter). Het water is drinkbaar.